# The Crystal Ball
 The Crystal Ball és una pel·lícula estatunidenca d'Elliott Nugent estrenada el 1943.

## Argument
Un perdedora d'un concurs de bellesa, Toni Gerard (Paulette Goddard) aterra a Nova York amb 38 centaus i agafa una feina com a endevina. Substituint la seva cap malalta (Gladys George), Toni recomana l'advocat Brad Cavanaugh (Raig Milland) adquirir una propietat que és cobejada pel govern. Cavanaugh segueix el seu consell, arruïnant-se gairebé en el procés.

## Repartiment
- Ray Milland: Brad Cavanaugh
- Paulette Goddard: Toni Gerard
- Gladys George: Senyora Zenobia
- Virginia Field: Jo Ainsley
- Cecil Kellaway: Pop Tibbets
- William Bendix: Biff Carter

I, entre els actors que no surten als crèdits:
- Yvonne De Carlo: La secretària
- Nestor Paiva: Stukov

## Producció
La pel·lícula, dirigida per Elliott Nugent sobre un guió de Virginia Van Upp amb l'argument de Steven Vas, va ser produïda per Buddy G. DeSylva (no acreditat) per la Paramount Pictures i rodada en els Paramount Studios a Hollywood, Califòrnia.